# Gymnopédies
Gymnopédies är tre pianostycken av Erik Satie. 
Styckena är komponerade 1888 och benämns 1ère Gymnopédie: Lent et douloureux ("långsamt och smärtsamt"), 2ème Gymnopédie: Lent et triste ("långsamt och sorgligt") och 3ème Gymnopédie: Lent et grave ("långsamt och allvarsamt"), men förekommer också med korttitlarna Gymnopédie I, Gymnopédie II och Gymnopédie III. Som undertitlarna anger är det tre långsamma stycken. De har ofta förekommit på skivor med avslappningsmusik och 1ère Gymnopédie har använts flitigt i SVT:s "testbildsmusik".
|  |
|  |